# Эффективный процесс
Пусть задано некоторое множество {\displaystyle M}, часть элементов которого обладает свойством {\displaystyle U}. Тогда эффективным процессом (методом, алгоритмом) называется такой процесс, который для любого элемента {\displaystyle x\in M}позволяет за конечное число шагов выяснить, обладает ли элемент {\displaystyle x} свойством {\displaystyle U} или не обладает.

## Полуэффективный процесс
Если элемент {\displaystyle x} обладает свойством {\displaystyle U}, полуэффективный процесс позволяет это выявить за конечное число шагов. Если же {\displaystyle x} не обладает свойством {\displaystyle U}, полуэффективный процесс, возможно, не сможет сказать ничего определенного об {\displaystyle x} за конечное число шагов.
Таким образом, с помощью полуэффективного процесса мы либо узнаем, что {\displaystyle x} обладает свойством {\displaystyle U}, либо не сможем ничего выяснить в отношении {\displaystyle x}.